# Xavier Bellenger
Xavier Roger Cloud Bellenger su hijo Vicente Bellenger (St. Mandé, París, 20 de abril de 1956 - Lima, 8 de febrero de 2020) fue un antropólogo, etnomusicólogo, músico, ingeniero de sonido, fotógrafo, director de films e investigador asociado al Instituto Francés de Estudios Andinos. Diplomado en Ciencias Sociales por la Escuela de Estudios Superiores en Ciencias Sociales de París y Doctor en Antropología por la Universidad de la Sorbona, autor del libro El Espacio Musical Andino, trabajo musicológico y etnográfico publicado por IFEA en 2007, ha contribuido en diferentes aspectos al estudio y difusión del patrimonio cultural de los países andinos, realizando una vasta labor de recopilación musical y registros audiovisuales en diversas regiones del mundo.

## Biografía
Nació en la comuna parisina de Saint Mandé en 1956. Desde temprana edad se interesó por diferentes culturas del mundo, lo cual lo llevó a conseguir su primera quena, instrumento de viento andino, que solía tocar en el metro de París junto a diversas agrupaciones de música tradicional. A la edad de 16 años emprende su primer viaje a Sudamérica, siendo entonces acogido particularmente por la comunidad de la Isla de Taquile, en el Lago Titicaca, Perú. Durante estos primeros viajes conoce al arqueólogo francés Louis Girault quien le anima a ingresar a la Escuela de Estudios Superiores en Ciencias Sociales de París, en ese entonces dirigida por Jacques Soustelle. En 1978 su proyecto "Ñanda Mañachi" (Préstame el camino en quechua) gana un concurso organizado por la firma Renault, recibiendo como premio un auto modelo 4L con el cual realiza numerosos viajes de campo a lo largo de los Andes de Ecuador, Bolivia, y Perú, utilizando equipos analógicos de registro sonoro como grabadoras Nagra. 
En la década de 1980 crea el sello discográfico y productora independiente GREM: Groupe de Recherches et d'Etudes des Musiques, a través del cual edita la serie discográfica de músicas del mundo "L’aventure du monde par les sons", así como una colección de films de músicas del mundo llamada Etnoclips, transmitida en Europa por las emisoras de La Sept/Arte, rodadas en locaciones tan diversas como España, Francia, Senegal, Isla de la Reunión, Trinidad y Tobago, India y los Andes. Para estas realizaciones utiliza formatos novedosos de registro en campo, como las primeras grabadoras digitales Sony PCM, así como las grabadoras digitales DAT. El disco Perú: Ayarachi y Chiriguano (GREM/UNESCO) es el primer disco de música tradicional editado en formato CD, con el auspicio de las colecciones de UNESCO dirigidas por Alain Danielou. Durante estos años colabora con el productor francés de música electrónica Jean Michel Jarre, quien utiliza samples de grabaciones de Bellenger en los discos Zoolook y Revolutions. Parte de las grabaciones realizadas para el disco Amazonia (GREM/IFEA 1991) serían solicitados por Ridley Scott y Vangelis como parte de la banda de sonido de la película 1492: Conquista del Paraíso.
Durante los años 90, es convocado por la Sangeet Natan Akademi para realizar un relevamiento de músicas tradicionales en las cercanías del río Ganges, desde sus vertientes en los Himalayas hasta la desembocadura en Calcuta. Este trabajo realizado a lo largo de más de tres años, resulta en un disco triple publicado como Ganga: Music of the Ganges (Virgin, 1998). Seguidamente Bellenger se traslada a Perú donde residiría por un período prolongado en la Isla de Taquile, etapa en la que realiza uno de los registros más completos que existen de músicas de comunidades en las cercanías Lago Titicaca. Estos registros conformarían el corpus sonoro de su trabajo de tesis doctoral El Espacio Musical Andino (IFEA 2007), que fue luego editado en formato de libro multimedia. Un aporte notable de este trabajo es la introducción del concepto de secuencias musicales, una lógica de producción musical utilizada en contextos de rituales a lo largo de diversas comunidades altoandinas.
Ya radicado en Perú, en 2012 crea el sello WIM: World Images and Music, y en el año 2017 el grupo de investigación GA-MA: Grupo Andino de Música Autóctona para continuar estudiando las técnicas de producción musical descritas en su trabajo de tesis doctoral. En este contexto logra desarrollar junto a Franck Morisseau un dispositivo electrónico de captación kinestésica llamado DigiNotator, que permite registrar de forma electrónica las digtaciones y soplidos de tocadores de flautas andinas para el posterior análisis musicológico y reproducción. Bellenger llegó a presentar los últimos avances en estas investigaciones en congresos en Argentina, Colombia y Perú, antes de su fallecimiento en 2020.